# Antoine Payen (réalisateur)
Pour les articles homonymes, voir Antoine Payen (homonymie) et Payen.
Antoine Payen, né le 20 juin 1902 à Paris et mort dans cette même ville le 3 décembre 1985, est un réalisateur de films d'animation français. Il travailla notamment pour la publicité.

## Biographie
Cadet de douze frères et sœurs, il est attiré vers le dessin animé par les films de Rabier et O'Galop et débute à l'âge de vingt ans dans l'équipe formée par Lortac dans l'immédiat après-guerre 1914-1918.

L'atelier Lortac fut dans les années 1920 un riche creuset - le seul en France à l'époque - où les jeunes animateurs d'alors apprirent leur métier sur le tas : ils avaient noms André Rigal ou Antoine Payen, Chaval, Ragonneau, Louis, Mallet, etc.
Les films de "réclame" comme on disait alors, occupaient l'essentiel des activités du studio. Pourtant, Payen eut l'occasion d'y réaliser quatre "trois cents mètres" dans les années 1928-1930 avec le personnage de Joko le singe pour protagoniste. Il lui faudra néanmoins attendre dix années avant d'avoir l'occasion de renouer avec le film de spectacle. 
Il collabore épisodiquement avec Paul Grimault pour la réalisation d'un film publicitaire 
ainsi qu'avec Bob Zoubovitch, l'un des spécialistes parisiens de l'animation en volume dans les années 1958-59. 
Il est aussi l'auteur de films pour la jeunesse comme Cri-cri Ludo et l'orage (1946) et Jacky, Jaquotte et les sortilèges. Il obtint en 1948 la médaille d'argent à la biennale de Venise

## Œuvres
- 1928-1930 (dates approximatives) : Joko, Le singe
- 1946 : Cri-Cri, Ludo et le Soleil
- 1946 : Cri-Cri, Ludo et l'Orage
- 1947 : Jacky, Jackotte et les Sortilèges
- 1959 : Le messager de l'hiver (en collaboration avec Bob Zoubovitch)